# Calceolaria rariflora
Calceolaria rariflora är en toffelblomsväxtart som beskrevs av U. Molau. Calceolaria rariflora ingår i släktet toffelblommor, och familjen toffelblomsväxter. Inga underarter finns listade i Catalogue of Life.